# Dendrophidion clarkii
Espèce
Dendrophidion clarkii est une espèce de serpents de la famille des Colubridae.

## Répartition
Cette espèce se rencontre entre 100 et 1 800 m d'altitude au Honduras, au Nicaragua, au Costa Rica, au Panama, en Colombie et en Équateur.

## Taxinomie
Cette espèce a été relevée de sa synonymie avec Dendrophidion nuchale par Cadle et Savage en 2012.

## Étymologie
Cette espèce a été nommée en l'honneur d'Herbert C. Clark.

## Publication originale
- Dunn, 1933 : Amphibians and reptiles from El Valle de Anton, Panama. Occasional Papers of the Boston Society of Natural History, vol. 8, p. 65–79 (texte intégral).